# Type 297 SNCV
L'automotrice type 297-300 est un modèle d'automotrice thermique pour tramway de la Société nationale des chemins de fer vicinaux (SNCV), également classé comme autorail-tracteur par celle-ci car apte à la traction de trains lourds de marchandise.

## Histoire
En 1949, la SNCV fait construire par ses ateliers une série de quatre automotrices diesel prévues pour le service passager mais aussi la traction de trains lourds de marchandise appelés « autorail tracteur » par la SNCV.
Ces véhicules circulent sur le réseau de Tournai, celui de Poix et en province de Namur. Ils sont à l'exception du n°300 démolis en 1961, ce dernier a été préservé par l'Association pour la sauvegarde du vicinal (ASVi).

## Caractéristiques

### Caractéristiques générales
Les automotrices sont à deux essieux, leur châssis est fabriqué par l'atelier SNCV de Destelbergen (banlieue de Gand) et la caisse par l'atelier d'Andenne. Elles sont mus par un moteur diesel General Motors avec une transmission mécanique via boite de vitesses entrainant les deux essieux. Elles sont aptes à la traction de remorques en service passager.

### Aménagement

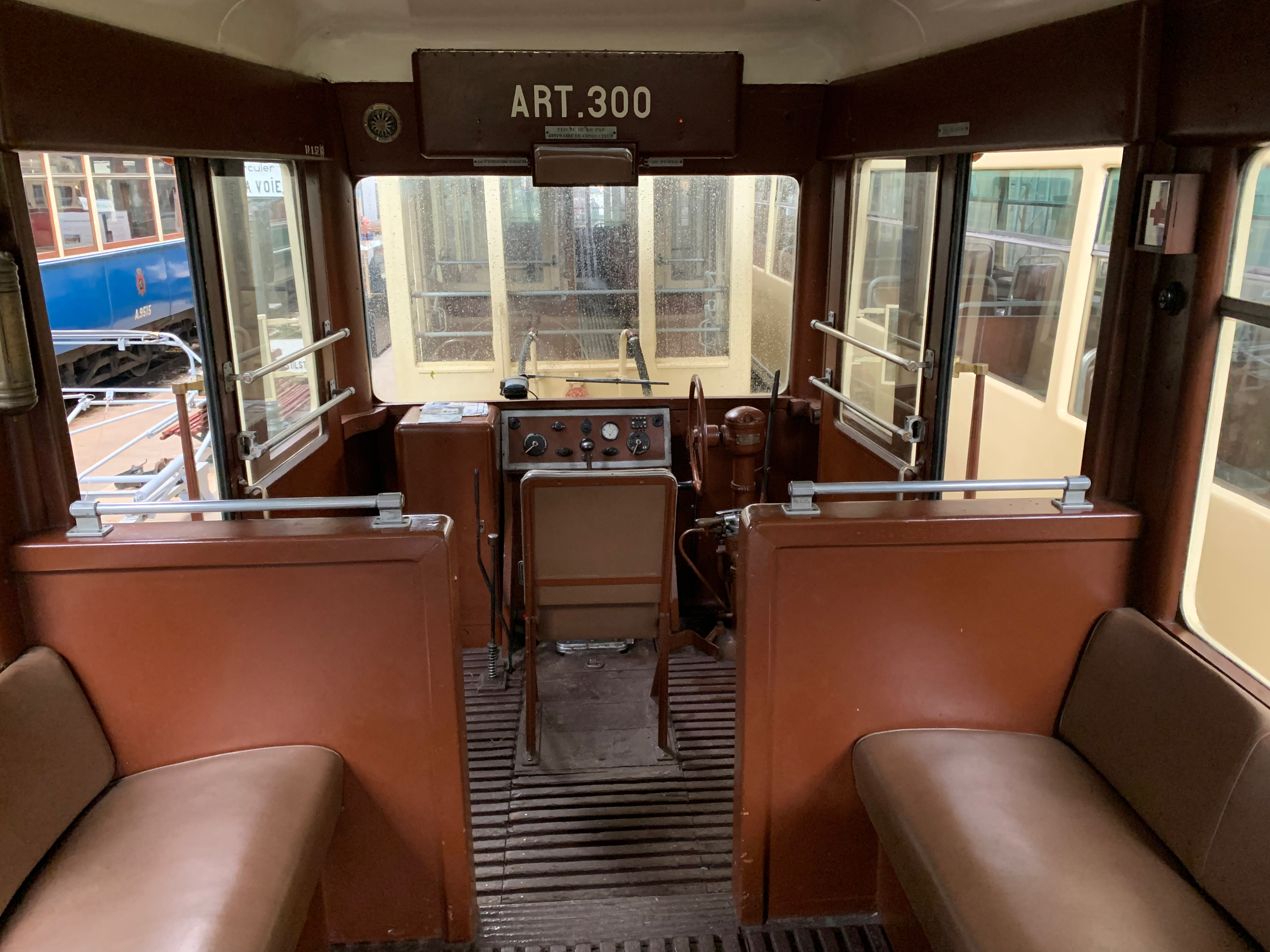
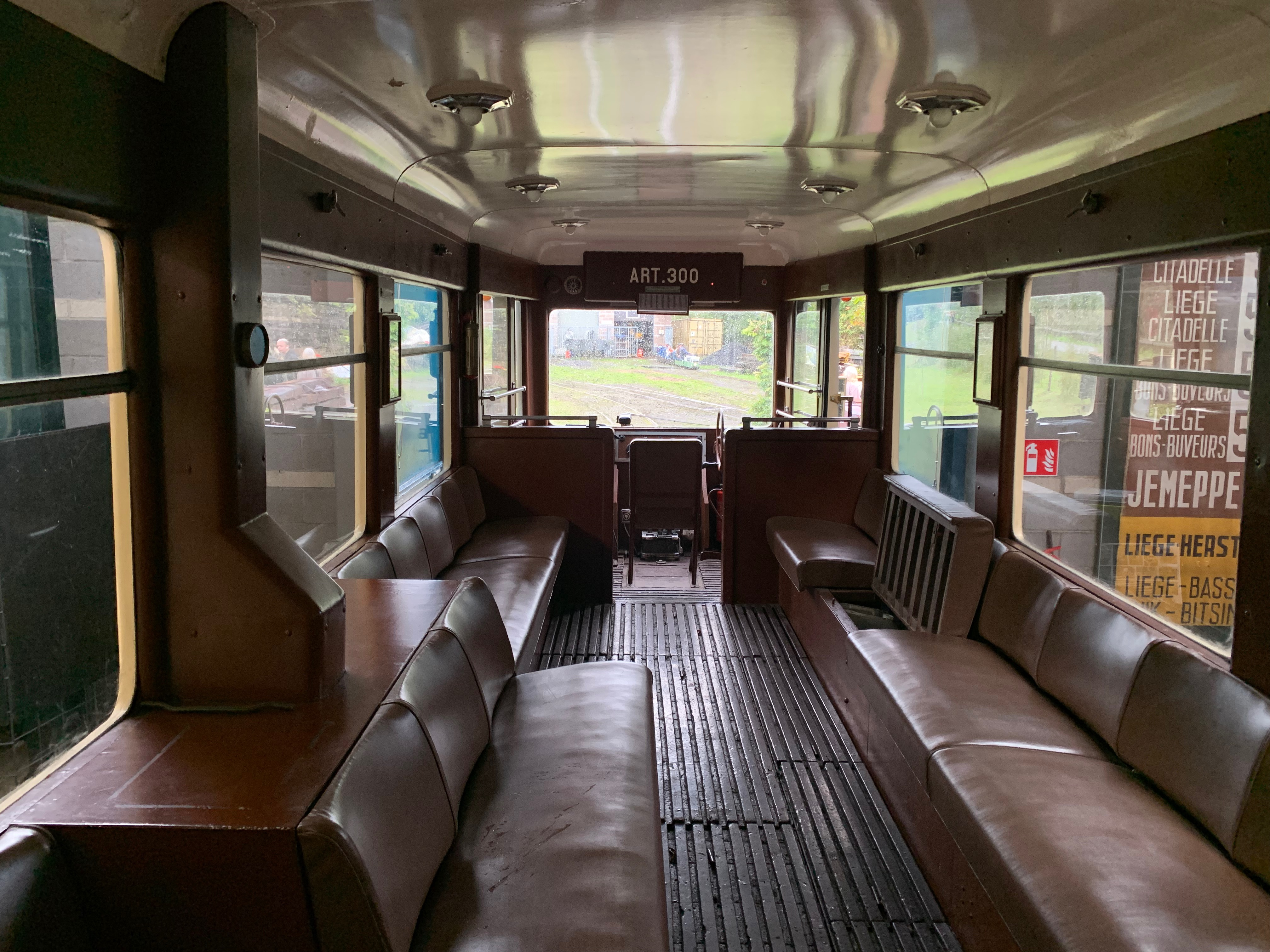
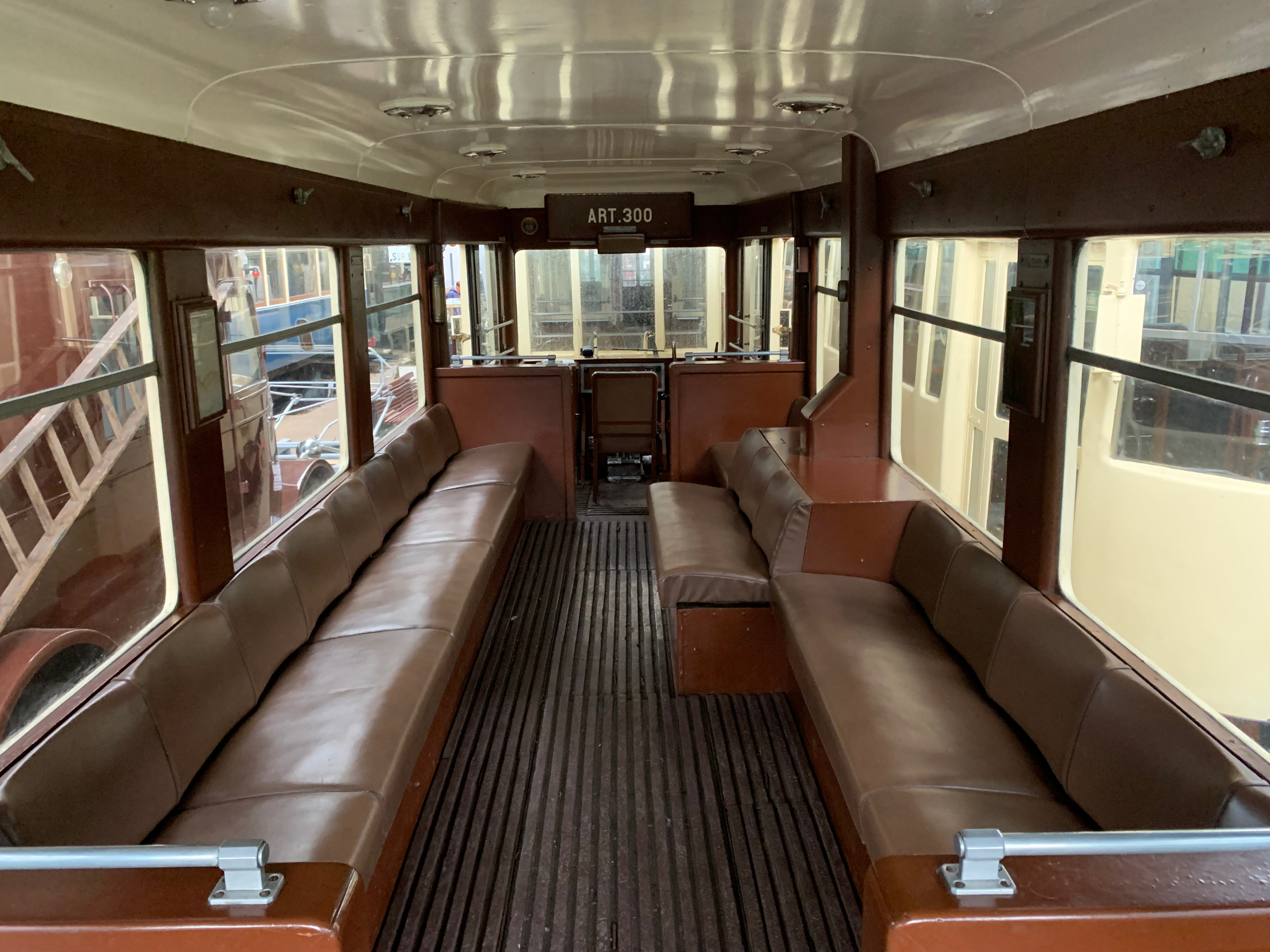
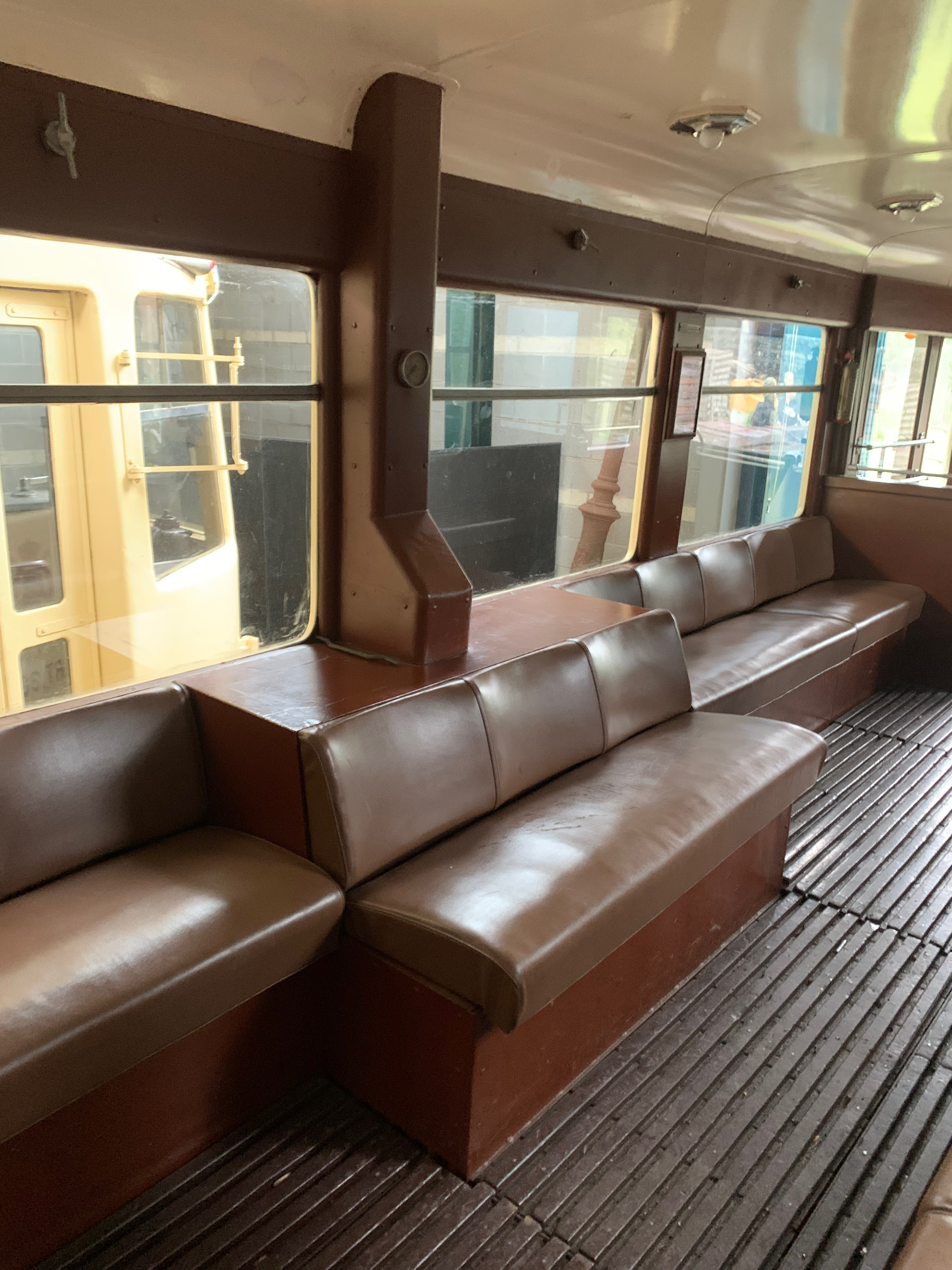

## Matériel préservé
L'Association pour la sauvegarde du vicinal (ASVi) a sauvegardé l'automotrice 300.

## Sources et références

#### Monographies
- (collectif), Avancez S.V.P.! : Cent ans d'histoire vicinale en Belgique, Éditions De Nederlandsche Boekhandel, 1985, 248 p. (ISBN 90-289-1046-8)

#### Articles
- (en) Wim Kusee, « Tramlines in Belgium - NMVB/SNCV » [« Lignes de tramway en Belgique - SNCV/NMVB »], liste des capitaux de la SNCV, sur kusee.nl